# Kaj Beckman
Karin (Kaj) Beckman, född Thelander 2 februari 1913 i Enköpings församling, Uppsala län, död 15 augusti 2002 i Ekerö församling, Stockholms län, var en svensk målare, illustratör och författare.
Hon var dotter till bankdirektören Sven Henrik Thelander och Ingeborg Esbjörnsson samt från 1939 gift med Per Beckman fram till hans bortgång 1989. Hon föddes i Enköping, gick i skola i Gävle och sedan på Högre konstindustriella skolan (HKS) i Stockholm och genomgick Kungliga konsthögskolans grafiska kurs. Hon genomförde ett flertal studieresor till bland annat Tyskland, Tjeckoslovakien, Frankrike och Danmark. Hon medverkade i Nationalmuseums utställning Unga tecknare 1938–1942 och ställde ut med Föreningen Svenska Konstnärinnor i Gävle, Örebro och Eskilstuna samt med Sveriges allmänna konstförening 1939–1941. Hon var representerad i utställningen Ur fantasins och sagans värld som visades i Stockholm. Separat ställde hon ut i Stockholm första gången 1944 och tillsammans med sin man Per Beckman ställde hon ut på Lorensbergs konstsalong  i Göteborg 1953.
Hon har bland annat illustrerat delar av bokserien Min skattkammare och Hjalmar Bergmans Lasse i Rosengård 1944 och  Harriet Hjort-Wettergrens Första blomboken 1950. Tillsammans med sin man skapade hon Sveriges radios adventskalender 1971.
Beckman är representerad vid bland annat Nationalmuseum, Moderna museet, Göteborgs konstmuseum, Nordiska museet och Postmuseum.

## Priser och utmärkelser
- 1973 –  Elsa Beskow-plaketten [20]
- 1987 – Knut V. Pettersson-stipendiet